# 小倉織

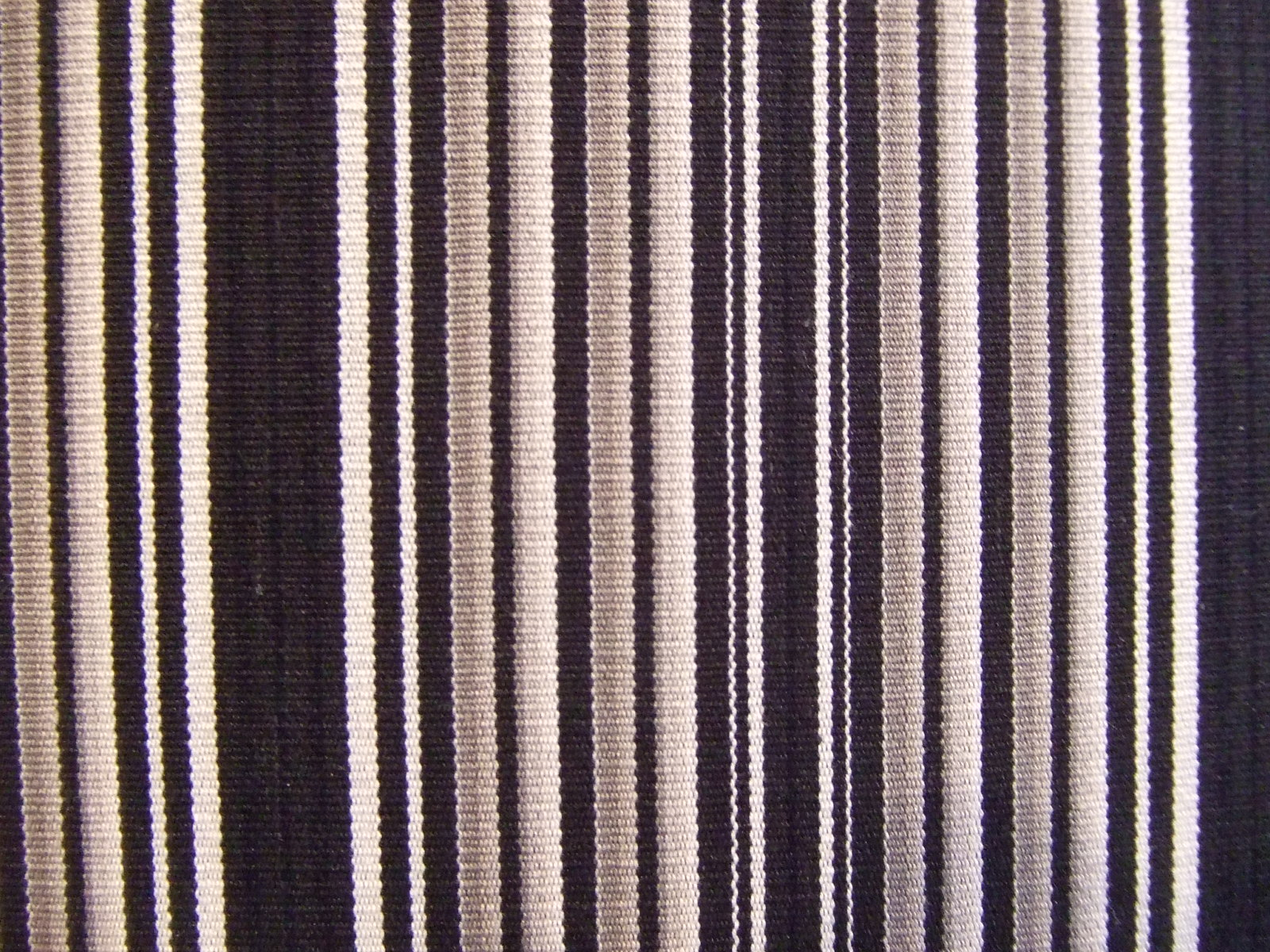
小倉織

小倉織（こくらおり）は、江戸時代の豊前小倉藩（現在は福岡県北九州市）の特産物で、縦縞を特徴とした良質で丈夫な木綿布である。

## 特徴
極めて良質で純白の生綿から紡いだ「小糸」と呼ぶ綿糸を3本または4本捻り合わせたもので織ったため、江戸時代当時の破れやすかった布地に比べて、大変丈夫であった。また、水につけると布地が引き締まり、更に丈夫になる。良質な綿糸を使用しているため布地に光沢がある。洗濯をするたびに光沢が増す。
縦縞模様、または無地であり、そのシンプルな柄が現代的で人気があり、帯や着物のほか、現在は風呂敷、バッグ、カード名刺入れ、ネクタイなどの製品がある。

## 起源
小倉織の起源は、正確な文献が発見されておらず、不明であるが、以下の説がある。
- 小倉起源説 - 藩主・小笠原氏が信州松本にいた頃、川漁が好きな子供のために、着物がやぶれないよう、母親が糸をより合わせて布地をつくったというもの。これが小倉に伝わったという説[1]。
- 信州起源説 - 藩主・小笠原氏とともに信州から小倉へやって来た大勢の旧臣の中のある者が発明したという説[2]。
- その他の説 - 隠居後の徳川家康が鷹狩りに出かけた際に、小倉織の羽織を着用したとの史料がある[3]。また、徳川家康の遺品に関する記録『駿府御分物御道具帳』にも、「こくら木綿」等の記載がある。そのため、1632年、小笠原氏が小倉へやって来る以前から小倉織があったとする、小倉織研究の第一人者である税田昭徳・北九州市立いのちのたび博物館学芸員の考察がある。

## 歴史
豊前小倉藩の藩主・小笠原忠苗の時代、1800年前後に起こった「小笠原騒動」の中で、中老・澁田見主膳が刺客に襲われた際、槍で腰を刺されたが、下を向いた槍の穂先が小倉織の袴の裾をすべったため、主膳はかすり傷もなく、袴も槍の跡を残したのみで破れていなかったという話がある。この話が伝わり、武士の間で、小倉織の袴が災難除けの袴として用いられ、全国的に広がったといわれている。結び目がゆるまないこと、染めが良くて変色しないこと、丈夫であることから、刀を腰にさす武士の帯としても用いられた。また、江戸時代に設けられていた身分的制限により、衣類が木綿に限られていたことや、小倉織の丈夫さから、武士だけでなく広く庶民の間でも実用品として用いられた。
小倉織の最盛期は嘉永年間（1848年 - 1854年）前後のおおよそ20年間。1日平均で帯地1,500から1,600筋、袴地400反以上、年産額は12万両を越えていた。販路は九州はもちろん江戸や京阪など全国にひろがった。当時、小倉織は小倉城下町及び近郊に住む士族の婦女子によって織られており、1台から2台の織機を持つ家庭が3,000戸以上あったとされている。また、原料となる小糸を製造する家庭も京都郡大橋村（現在の行橋市）、黒崎・若松（現在の北九州市）等に10,000戸以上あったとされている。
嘉永2年から3年頃、小倉藩は産業政策のため、小倉織を調査。その後、小倉織を藩の専売制にしたが、これが生産体制を混乱させ、品質が悪化、価格が高騰し、小倉織生産の衰退を招いたとされている。幕末になると、政治情勢の影響で商取引が混乱するなど、小倉織の生産も激減。1866年（慶応2年）には、丙寅戦争と呼ばれる長州征討が起こり、小倉軍も参加、最終的に自ら小倉城を焼いて、退きながらの持久戦となったため、生産者が離散。一時、小倉織の生産は姿を消し、明治維新後まで衰微した。
1893年（明治26年）、小倉織復活の気運が高まり、会社設立を準備。小倉織物株式会社が設立された。しかし、既に岡山県や愛媛県などで、小倉織を真似て製造する織物会社が大量生産可能な近代的工場により発展。コストの高い手工業製品の小倉織は苦しい競争を余儀なくされた。この頃、小倉織はその丈夫さを活かし、学生服の布地として用いられていた。1901年（明治34年）に起こった金融恐慌の余波で、小倉織物株式会社が解散した。1911年（明治44年）、小倉市は小倉織復活のため、小倉織機業者に機具購入費の半額補助を決定。しかし、その当時の小倉織製造従事者は4戸、織工は30名だった。大正期に入り更に衰微し、その後、昭和初期に途絶えた。
それを、1984年（昭和59年）、染織家の築城則子が復元。2007年（平成19年）、小倉織を販売する「有限会社　小倉クリエーション（デザイン：遊生（ゆう）染織工房）」が2007福岡産業デザイン賞の大賞を受賞した。福岡県が、中小企業地域資源活用促進法に基づき策定している「地域産業資源活用事業の促進に関する基本的な構想」において、北九州市の地域産業資源として指定している。地域団体商標にも登録されている。

## 品物
- 能装束　縞小倉羽織（徳川美術館所蔵）
- 昭和初期4点（北九州市立いのちのたび博物館所蔵）
- 正調霜降制服（福岡県立小倉高等学校所蔵）
- 現在、染織家・築城則子により小倉縞木綿帯などを制作（小倉縞木綿帯「丹心」「分水嶺」東京国立近代美術館に収蔵、小倉縞木綿帯「瀑音’04」ヴィクトリア＆アルバートミュージアム（ロンドン）収蔵）。
- 「有限会社　小倉クリエーション（北九州市小倉北区）」が小倉織製品を販売。
- 九州民芸村（染織工房）が小倉織製品を販売。

## 染織家
- 築城則子 - 北九州市出身。1984年に小倉織を復元。日本工芸会正会員、福岡県北九州市　遊生（ゆう）染織工房・主宰。
- 遠藤誠一 - 京都出身。2005年に九州民芸村（北九州市）内に「小倉織物」を設立。小倉織の体験教室なども行っている。

## 脚註
1. ↑  1942年　小倉市制40周年記念で古老たちを集めた座談会の記事より
2. ↑  1895年『門司新報』掲載記事「小倉織について」中、掲載当時、小倉織の仲継問屋業を営んでいた古老の話より
3. ↑  柏崎具元『事跡合考』、十八世紀中頃
4. ↑  “商標登録第6602824号　小倉織（こくらおり）”. www.jpo.go.jp.  経済産業省特許庁 (2022年9月8日). 2023年1月29日閲覧。

## 参考資料
- 上村寿男『郷土経済史　小倉織おぼえがき全』
- 税田昭徳『研究紀要4　小倉織～その再見と私考』北九州市立歴史博物館、1996年